# تارمونت
تارمونت بلدية بدائرة حمام الضلعة، ولاية المسيلة الجزائرية.
منطقة تارمونت منطقة تاريخية معروفة منذ الرومان وهي منطقة رومانية توجد بها آثار رومانية عريقة كانت عبارة عن منطقة عسكرية رومانية يُقيم بها الجيش الروماني وبها مقابر رومانية كثيرة وهي الآن مردومة تحت الأرض وللأسف هناك من السكان المحليين من بنى فوق هذه المقابر وهذه المعالم التاريخية التي تكاد أن تندثر ولا أحد يحرك ساكنا.
تشتهر تارمونت بخصوبة أراضيها وتوفر المياه الباطنية بها ولها سلسلة جبلية تدعى جدوق بها فتحات تساعد على جعل سدود مصغرة تساعد على الفلاحة وبها سهل بارود وهو سهل شاسع ولديه خصوصية رائعة هي أنك تستطيع أن تسقيه بأبسط آلآت السقاية إن توفرت لديه هذه السدود المصغرة.

## التسمية
كلمة تارمونت مأخوذة عن الفرنسية terre menthe ومعناها أرض النعناع والتسمية دقيقة لأن المنطقة تزدهر فيها زراعة النعناع والحبق (الريحان) وينبت فيها الزعتر البري بكثرة في الجبال المحيطة.

## المميزات البيئية
تأسست المنطقة كبلدية في سنة 1985.
في الباب الطبيعي تشتهر البلدية بالمناظر الرائعة كمنظر الجبل وكذلك مايسمى (الخرزة) والتي تقع شمال المدينة وعلى الطريق المؤي إلى مناطق (أولاد قويدر - بئر لحلو- الفواتح - مشواشي).
تارمونت منطقة رعوية كذلك ولها ثروة حيوانية من الأغنام والماعز لكنها تحتاج إلى دعم من الدولة خاصة في بناء السدود المصغرة والسهبية والإعانات المالية للفلاحين.

## تاريخيا
تعتبر منطقة تارمونت من أهم المناطق التاريخية في تاريخ ثورة التحرير الجزائرية فكانت تعتبر منطقة عبور للثوار من الشرق إلى الغرب ومنطقة اعداد المؤونة لذلك كانت تعتبر من المناطق التي شارك شيوخها ورجالها ونسائها وعجائزها في انجاح الثورة حتى الحيوانات التي كانت تُنقل عليها الأسلحة والمؤونة كانت من تلك المنطقة.
وفي الأخير هي بلدية صغيرة وحبذا لو نُظر إليها بعين الجد وساعدت الدولة فلاحيها بإقامة سدود مصغرة.